# Sapouy
Sapouy este un oraș din provincia Ziro, Burkina Faso.